# Люти, Томас
Томас Люти (нем. Thomas Lüthi; род. 6 сентября 1986, Обердисбах, Швейцария) — швейцарский мотогонщик, участник чемпионата мира по шоссейно-кольцевых мотогонок MotoGP. Чемпион мира в классе 125cc (2005 года). В сезоне 2016 года выступал в классе Moto2 за команду «Garage Plus Interwetten» под номером 12.

## Биография
Отец Томаса в молодости принимал участие в региональных соревнованиях по мотоспорту, поэтому он с детства был знаком с мотоциклами. Люти начал свою карьеру с гонок на мини-байках.
Дебютную победу в гонках серии Гран-При швейцарец одержал на Гран-При Франции-2006 в Ле-Мане. 6 ноября того же года Люти выигрывает свой первый титул чемпиона мира, победив на Гран-При Валенсии. Он стал шестым самым молодым победителем в истории чемпионата. Также Том стал первым швейцарцем за последние 20 лет, которые выиграли чемпионат, после победы Штефана Дёрфлингера в классе 80сс в 1985 году. В том же году он стал Спортсменом года в Швейцарии.
В следующем сезоне, будучи действующим чемпионом серии, он занял восьмое место в общем зачете. После четырех полных сезонов в классе 125cc с чешской командой «Elite Grand Prix Team», Ярости перешел к класса 250cc в 2007 году, что означало также переход на Aprilia с Honda.
На сезон 2015 Том был приглашен в швейцарскую команду «Derendinger Racing Interwetten». Имея за плечами большой опыт успешных соревнований, Люти продолжил демонстрировать высокие результаты. Одержав в сезоне одну победу (Гран-При Франции) и всего четыре подиума, он занял пятое место в общем зачете.
На сезон 2016 Том был приглашен австрийским производителем KTM для тестирования нового мотоцикла для класса MotoGP RC16, который должен был дебютировать в 2017 году.